# Connexions
Connexions — глобальний репозиторій освітніх матеріалів Університету Райса, які можуть використовуватись та покращуватись новими авторами. Вся колекція матеріалів вільно доступна і студенти та викладачі мають доступ до її повного вмісту.
Connexions, разом із іншими проектами, такими як MIT OpenCourseWare та Public Library of Science є піонером в поширенні ідеї того, що навчальні матеріали можна і необхідно поширювати, використовувати, реорганізовувати та постійно покращувати.
Заснована як Connexions у 1999 році Річардом Баранюком, OpenStax CNX базується на філософії, згідно з якою науковим і освітнім контентом можна і потрібно ділитися, повторно використовувати та рекомбінувати, взаємопов'язувати та постійно збагачувати. Таким чином, це була одна з перших ініціатив відкритих освітніх ресурсів (OER) разом із такими проектами, як MIT OpenCourseWare та Публічна наукова бібліотека. Матеріали в Connexions доступні за ліцензією CC BY Creative Commons, що означає, що вміст можна використовувати, адаптувати та реміксувати за умови вказівки авторства.

## Тема
OpenStax CNX містить навчальні матеріали на всіх рівнях — від дітей до студентів коледжів і професіоналів — організовані в невеликі модулі (сторінки), які можна об'єднати у великі колекції (книги). Авторами матеріалу є люди з усіх верств суспільства. Багато вмісту створено професорами університетів, але колекція також містить музичний вміст, створений викладачем музики за сумісництвом.
Матеріали OpenStax CNX перекладено багатьма мовами завдяки ліцензуванню відкритого вмісту.

## Авторське право
Щоб забезпечити законне повторне використання вмісту, OpenStax CNX вимагає від авторів ліцензувати матеріали, які вони публікують, згідно з ліцензією Creative Commons Attribution License (наразі версія 4.0). Згідно з цією ліцензією, автор зберігає за собою право на зазначення авторства (атрибуції) незалежно від повторного використання вмісту. Автор надає іншим право копіювати, розповсюджувати та демонструвати твір, а також отримувати твори на його основі, за умови вказівки автора.